# Brahestads centraltätort
Brahestads centraltätort (finska: Raahen keskustaajama) är en tätort och centralort i Brahestads stad (kommun) i landskapet Norra Österbotten i Finland. Vid tätortsavgränsningen den 31 december 2021 hade Brahestads centraltätort 18 618 invånare och omfattade en landareal av 41,25 kvadratkilometer.
Före Pattijoki inkorporerades i Brahestads stad 2003, var tätorten delad mellan Brahestad och Pattijoki kommuner.

## Befolkningsutveckling
| Befolkningsutvecklingen i Brahestads centraltätort 1960–2021                                                                                            | Befolkningsutvecklingen i Brahestads centraltätort 1960–2021 | Befolkningsutvecklingen i Brahestads centraltätort 1960–2021 | Befolkningsutvecklingen i Brahestads centraltätort 1960–2021 | Befolkningsutvecklingen i Brahestads centraltätort 1960–2021 |
| --- | ------------------------------------------------------------ | ------------------------------------------------------------ | ------------------------------------------------------------ | ------------------------------------------------------------ |
| |                                                              |                                                              |                                                              |                                                              |
| År |                                                              |                                                              | Folkmängd                                                    | Landareal (km²)                                              |
| 1960 | 1960                                                         |                                                              | 4 447                                                        | 3,40                                                         |
| 1970 | 1970                                                         |                                                              | 7 055                                                        | 5,64                                                         |
| 1980 | 1980                                                         |                                                              | 16 023                                                       | 24,9                                                         |
| 1985 | 1985                                                         |                                                              | 16 411                                                       |                                                              |
| 1990 | 1990                                                         |                                                              | 20 852                                                       | 43,4                                                         |
| 1995 | 1995                                                         |                                                              | 20 199                                                       | 37,7                                                         |
| 2000 | 2000                                                         |                                                              | 19 807                                                       | 36,9                                                         |
| 2005 | 2005                                                         |                                                              | 19 112                                                       | 37,1                                                         |
| 2010 | 2010                                                         |                                                              | 19 061                                                       | 38,00                                                        |
| 2015 | 2015                                                         |                                                              | 19 042                                                       | 41,82                                                        |
| 2020 | 2020                                                         |                                                              | 18 645                                                       | 41,19                                                        |
| 2021 | 2021                                                         |                                                              | 18 618                                                       | 41,25                                                        |
| Anm.: 1960 som Centrum (Brahestad), 1970-1990 som Centraltätort (Brahestad). 1980 hopvuxen med Saloinens kyrkby och 1990 hopvuxen med Pattijoki kyrkby. |                                                              |                                                              |                                                              |                                                              |